# Hymenodiscus coronata
Hymenodiscus coronata (G.O. Sars, 1871), nota anche come brisingella mediterranea o brisinghella coronata, è una specie di stella marina appartenente alla famiglia Brisingidae. La si può trovare nell'Oceano Atlantico settentrionale e nel Mar Mediterraneo (H. coronata è l'unico membro della famiglia Brisingidae a popolare il Mar Mediterraneo). Questa specie è molto difficile da prelevare intatta data la sua particolare fragilità. Per questo motivo e per la sua apparenza, è spesso confusa con una stella serpentina.

## Descrizione
Ogni individuo di questa specie possiede un numero di braccia distinto, che può variare da 7 a 13 in totale. Il disco è circolare e il diametro varia anch'esso dagli 1 ai 3 cm. Le braccia sono affusolate e allungate, possono raggiungere i 25 cm di lunghezza e sono coperte da piccoli aculei; si rompono facilmente staccandosi dal disco. H. coronata sfoggia solitamente un colore rossastro, ma può essere anche più pallida con sfumature arancio e gialle. La sua madreporite è larga e provvista di diversi canali che la collegano alle altre parti dell'animale. Come altri membri della classe Asteroidea, questa specie depone uova da cui nasceranno larve planctoniche, H. coronata è preda dell'anguilla Notacanthus bonaparte, come di altri pesci e crostacei.

## Dieta
H. coronata solleva le proprie braccia in modo tale da catturare i piccoli foranimiferi di cui si nutre, portati dalle correnti.

## Habitat
H. coronata popola profondità che vanno dai 100 ai 2904 m. Preferisce fondali morbidi e fangosi, ma può essere anche trovata sui substrati inclinati delle scogliere rocciose. Evita le turbolenze che potrebbero altrimenti danneggiarla. Nel Mediterraneo, H. coronata si concentra in aree vicine all'Italia meridionale.